# Журавків
Жура́вків — село в Україні, у Стрийському районі Львівської області. Кількість населення становить 368 осіб (2001).

## Розташування
Журавків лежить над притоками Дністра, що течуть на південний схід, у віддалі 10 км на південний схід від Жидачева.

## Історія
У податковому реєстрі 1515 року в селі документується спустошення.
Статистичні дані 1890 р.: Загальна площа — 266 га, з того орного поля 89 га. Двірська вл.: 136,64 га луги, городи і пасовища; сільська вл.: 64,96 орної землі.
Число домів: 1890 р. — 29, 1931 р. — 63.
Населення: 1890 р. — 236 гр.-кат., 4 лат. і 3 мойс.; 1909 р. — 285 гр.-кат., 82 лат. і 17 мойс.; 1914 р. — 254 гр.-кат., 119 лат.; 1924 р. — 235 гр.-кат., 85 лат.; 1935—39 рр. — 242 гр.-кат., 53 лат.
Школа від XIX століття 1-кл. з українською мовою навчання; 47 українських дітей; 1924 р. 1-кл. польська, дітей: гр.-кат. — 34, лат. — 14; 1935—1939 рр. 1-кл. польська, 47 дітей.
Церква в Журавкові була дочірньою церквою парафії в Млинищах. (У 1994 р. збудована нова церква, освячена 21 вересня 1995 р.).
Товариства: 1909 р. громадська крамниця, читальня «Просвіти» в Млинищах була спільною читальнею і для Журавкова.
В околицях села 23.11.1945 сотня УПА «Летуни» під командою «Середного» провела знаменитий бій, у якому вбито понад 60 енкаведистів при втраті сотнею одного стрільця.

## Населення

### Мова
Розподіл населення за рідною мовою за даними перепису 2001 року:
| Мова       | Кількість | Відсоток |
| ---------- | --------- | -------- |
| українська | 368       | 100%     |

## Політика

### Парламентські вибори, 2019
На позачергових парламентських виборах 2019 року у селі функціонувала окрема виборча дільниця № 460370, розташована у приміщенні школи.
Результати
- зареєстровано 268 виборців, явка 61,19 %, найбільше голосів віддано за «Слугу народу» — 23,78 %, за «Європейську Солідарність» — 18,29 %, за Радикальну партію Олега Ляшка — 14,63 %.[5] В одномандатному окрузі найбільше голосів отримав Андрій Кіт (самовисування) — 50,00 %, за Андрія Гергерта (Всеукраїнське об'єднання «Свобода») — 16,46 %, за Володимира Наконечного (Слуга народу) — 12,20 %[6].